# Zimski trokut
Zimski trokut je astronomski asterizam koji čine tri najsjajnije zvijezde na zimskom nebu. Zamišljeni je jednakostranični trokut nacrtan na nebeskoj sferi u čijim vrhovima su Sirius, Betelgeuse i Prokion, primarne zvijezde u tri zviježđa Malom psu, Orionu i Velikom psu.
Veći dio noći tijekom zime na sjevernoj polutci, Zimski trokut je visoko na nebu na srednjim sjevernim geografskim širinama, ali može se vidjeti i tijekom jeseni u rano jutro na istoku. U proljeće je zimski trokut vidljiv u ranim večernjim satima na zapadu prije nego što njegove zvijezde zađu. S južne polutke se tijekom ljetnih mjeseci pojavljuje naopako i niže na nebu.
Zimski trokut okružuje većinu slabog zviježđa Monoceros, iako su njegove najsvjetlije zvijezde četvrte veličine i jedva primjetne golim okom. Trokut uključuje dvije zvijezde prve veličine, dok je Sirius još svjetliji. Druge svijetle zvijezde zimskog neba leže oko trokuta: Rigel u Orionu; Aldebaran u Biku; Kastor i Poluks u Blizancima; i Kapela u Kočijašu.